# Sepia baxteri
Sepia baxteri är en bläckfiskart som först beskrevs av Tom Iredale 1940.  Sepia baxteri ingår i släktet Sepia och familjen Sepiidae. IUCN kategoriserar arten globalt som otillräckligt studerad. Inga underarter finns listade i Catalogue of Life.